# Octobre 1794

## Événements
- États-Unis : Révolte du Whisky. Les fermiers de l’ouest de la Pennsylvanie, producteurs de grains, prennent les armes et s’insurgent contre la collecte de l’impôt sur le whisky. Le secrétaire au Trésor Alexander Hamilton conduit lui-même les troupes qui vont réprimer la rébellion mais ne trouve pas de résistance, ils arrêtent 20 protestataires[1].
- Début octobre au 27 octobre (mi-vendémiaire au 6 brumaire an III) : siège de Venlo.

- 6 octobre (15 vendémiaire an III) : bataille de Léogane.

- 9 octobre (18 vendémiaire an III), France : adresse de la Convention au peuple français, adopté le 18 vendémiaire, sur rapport de Cambacérès au nom de trois comités (législation, salut public, sûreté générale). Un régime fixe est rétabli.

- 10 octobre (19 vendémiaire an III) :
  - France : création du Conservatoire national des arts et métiers par l'abbé Grégoire.
  - Kosciuszko est battu et fait prisonnier lors de la bataille de Maciejowice par l’armée d’Alexandre Souvorov[2].

- 11 octobre (20 vendémiaire an III), France : seize ans après sa mort la dépouille de Jean-Jacques Rousseau est transférée d'Ermenonville au Panthéon, au cours d'une célébration qui a duré trois jours (du 9 au 11 octobre).

- 12 octobre (21 vendémiaire an III), France : la Convention prend prétexte de bagarres au club des Jacobins pour prononcer la fermeture des clubs. Le mouvement sans-culotte est affaibli et noyauté par la jeunesse dorée.

- 15 au 17 octobre (24 au 26 vendémiaire an III) : bataille d'Orbaitzeta.

- 16 octobre (25 vendémiaire an III), France : procès du Comité révolutionnaire de Nantes. En frimaire, le procès des terroristes nantais fait le procès de la Terreur : Carrier, représentant en mission, et les membres du Comité de surveillance nantais sont condamnés à mort.

- 20 au 21 octobre (29 au 30 vendémiaire an III) : bataille de Saint-Raphaël.

- 22 octobre (1er brumaire an III) : premier combat de la Rivière Noire.

- 24 octobre (3 brumaire an III) :
  - Prise et destruction de Kerman par les Kadjars[3]. Lotf Ali Khan, dernier souverain de la dynastie Zand, parvient à fuir mais est capturé près de Bam et exécuté. L’eunuque Kadjar Agha Muhammad se fait proclamer Chah à Téhéran et fonde la dynastie des Kadjars (fin en 1925). Il soumet tout l’Iran auquel il impose sa tyrannie (fin en 1797). Il reprend la Géorgie aux Russes, vainc l’Afchar Shah Rukh.
  - France : création de l'École normale supérieure.

## Naissances
- 19 octobre : Temple Chevallier (mort en 1873), homme d'église, astronome et mathématicien britannique.
- 28 octobre : Karl Krazeisen, officier bavarois d'infanterie et un peintre amateur († 27 janvier 1878).

## Décès
- 20 octobre James Adam, architecte écossais (1730-1794), frère du célèbre Robert Adam, qui fut architecte du Roi (1758-1792).
- 21 octobre (30 vendémiaire an III) : Antoine Petit (né en 1718), médecin français.